# Hilary Jastak
Hilary Jastak (ur. 3 kwietnia 1914 w Kościerzynie, zm. 17 stycznia 2000 w Gdyni) – ksiądz prałat, doktor teologii, kapelan Solidarności, major WP, komandor podporucznik MW.

## Życiorys
W 1934 wstąpił do Seminarium Duchownego w Pelplinie. Przed wybuchem wojny ukończył 5 lat nauki w seminarium. Następnie ukrywał się przed Niemcami i pracując jako ogrodnik u sióstr Plateranek podjął naukę na szóstym roku studiów w Metropolitalnym Seminarium Duchownym w Warszawie. 7 czerwca 1941 w Warszawie otrzymał święcenia kapłańskie z rąk arcybiskupa Stanisława Galla. Podczas II wojny światowej był wikariuszem kolejno w Lubani, Józefowie, Goszczynie (gdzie wstąpił do Armii Krajowej), Sulejowie, Strachówku, Gołubiu oraz w Pogódkach, a także w Kamieńczyku nad Bugiem. W 1946 został kapelanem Caritasu w Gdyni, a w lipcu 1949 proboszczem nowo utworzonej parafii Najświętszego Serca Pana Jezusa (z którą był związany do końca życia). W lutym 1950, w ramach prześladowana kościoła katolickiego w Polsce, aresztowano go i umieszczono na ponad 2 miesiące w więzieniu w Gdańsku. W 1952 rozpoczął starania o budowę kościoła. We wrześniu tego roku zamknięto stan surowy budynku. W 1966 nowy kościół został konsekrowany.
Podczas wydarzeń grudniowych aktywnie wspierał rodziny osób zabitych w zamieszkach ulicznych. Dziesięć lat później, podczas strajków na Wybrzeżu, na prośbę stoczniowców 17 sierpnia 1980 odprawił mszę w gdyńskiej stoczni im. Komuny Paryskiej (była to pierwsza w okresie PRL msza polowa w zakładzie pracy). Podczas stanu wojennego aktywnie wspierał ruch oporu, pomagał też uwięzionym.
W 1991 utworzył Fundację Pomocy Stypendialnej, której celem jest wspieranie zdolnej młodzieży z ubogich rodzin. Ośrodkowi Kultury Kaszubsko-Pomorskiej w Gdyni przekazał zbiory archiwalne roczników miesięczników: „Pomerania” i „Pomorze”.
W 1995 prezydent RP odznaczył go Krzyżem Komandorskim z Gwiazdą Orderu Odrodzenia Polski. Został także honorowym obywatelem Gdyni (1991) i Kościerzyny (1999). W 1995 otrzymał tytuł Honorowego Członka NSZZ „Solidarność”.
Zmarł w 2000 w Gdyni i został pochowany przy kościele Najświętszego Serca Pana Jezusa, w którym był wieloletnim proboszczem.
15 stycznia 2014 z inicjatywy Fundacji Pomorska Inicjatywa Historyczna, która rozpoczęła w tym czasie budowę pomnika kapelana , radni miasta Gdyni uchwalili rezolucję w sprawie ustanowienia roku 2014 Rokiem ks. prałata Hilarego Jastaka. 30 sierpnia tego samego roku dokonano odsłonięcia jego pomnika, który stanął przy ul. Władysława IV.  
Bratem Hilarego Jastaka był ks. Edmund Jastak, działacz społeczny, jeden z fundatorów Domu Pomocy Społecznej Fundacji im. Brata Alberta w Toruniu.  W 2022 otrzymał pośmiertnie Krzyż Wolności i Solidarności.